# 피아트 (기업)
피아트(Fiat S.p.A.)는 이탈리아의 지주회사였다. 피에몬테주 토리노에 거점을 두고 있었으며, 자동차 제조, 엔진 제조, 금융, 산업 등의 산업을 하였다. 2014년에 크라이슬러의 지분을 모두 취득하면서 피아트 크라이슬러 오토모빌스가 되었다.

## 같이 보기
- 자동차 산업
- 심카
- 스텔란티스